# Облога Джадотвілля (фільм 2016)
Облога Джадотвілля (англ. The Siege of Jadotville) – фільм режисера Річі Сміта, знятий за однойменною книгою Деклана Павера. Вперше представлений на кінофестивалі  у Голвей у 2016 року.

## Сюжет
Фільм розповідає про один з епізодів громадянської війни у Конго 1961-1965.
Конго нещодавно звільнилась від бельгійського панування. Її надра багаті на корисні копалини і це приваблює ворогуючі наддержави СРСР та США, які прагнуть встановлення контролю над політикою країни. Генерал Чомбе підіймає мятеж проти центрального прокомуністичного уряду і за підтримки деяких західних країн проголошує незалежність Катанги від центрального уряду.
Задля збереження миру і порядку у мятежній провінції, до Катанги направляється миротворчий контингент ООН у складі роти 
ірландської армії, яка дислокується у Джадотвіллі.
Виявляється, що неподалік містечка розташовані уранові шахти, які мають на меті контролювати військові генерала Чомбе.
Командир ірландців швидко розуміє ворожість місцевих мешканців і оцінивши займані позиції, наказує укріпити їх, викопавши окопи.
Невдовзі ірландських солдат атакують місцеві військові за підтримки французьких найманців. Ірландці витримують кількаденний бій, не втративши жодного солдата, проте вимушені здатися через брак боєприпасів та відсутність підтримки вищого командування. Вони потрапляють у полон, але через місяць їх звільняють за угодою між генералом Чомбе та ООН.
В Ірландії політики, намагаючись умовчати власні прорахунки, оголошують солдат боягузами та дезертирами, при цьому не розголошуючи події.  Лише через десять років відкривається правда про мужність і самовідданість ірландських військових, які були у складі місії ООН у Джадотвіллі.

## Відзнаки та нагороди
У 2017 році фільм отримав премії IFTA у номінаціях: «Найкращій режиссер» (Річі Сміт), «Найкращі візуальні ефекти» (Тім Чонсі), «Найкращий актор другого плану» (Джейсон О’Мара).